# The Japanese Dog
The Japanese Dog (en rumano, Câinele japonez) es una película de drama rumana de 2013 dirigida por Tudor Cristian Jurgiu. Fue seleccionada como la entrada rumana a la Mejor Película en Lengua Extranjera en los 87.ª Premios de la Academia, pero no fue nominada. Es el debut como director de un largometraje de Jurgiu.

## Sinopsis
Un granjero anciano, interpretado por Victor Rebengiuc, perdió a su esposa en una inundación. Él ha ocultado la muerte de su esposa a su hijo, pero su hijo descubre la verdad de todos modos y se apresura a ir a casa para visitar a su padre. Acompañan al hijo su esposa japonesa y su hijo de siete años. El agricultor y su hijo se vuelven más cercanos en los días siguientes. Sin embargo, la tristeza regresa cuando deben separarse.

## Reparto
- Victor Rebengiuc como Costache (el padre)
- Șerban Pavlu como Ticu (el hijo)
- Ioana Abur como Gabi
- Alexandrina Halic como Leanca
- Constantin Drăgănescu
- Kana Hashimoto como Hiroko (la esposa del hijo)